# Uttleya marwicki
Uttleya marwicki is een slakkensoort uit de familie van de Muricidae. De wetenschappelijke naam van de soort is voor het eerst geldig gepubliceerd in 1952 door Powell.